# At the Beeb
At the Beeb ist das zweite Kompilationsalbum der britischen Rockgruppe Queen. Es enthält zwei Aufnahmesessions, die 1973 für BBC Radio 1 aufgenommen und im Rahmen von John Peels Sendungen ausgestrahlt wurden. Das Album erschien im Jahr 1989, in den USA erst 1995, dort unter dem Titel At the BBC.

## Das Album
In den Jahren 1973 bis 1977 nahmen Queen insgesamt sechs Sessions für die BBC auf. Davon wurden die erste und die dritte auf dem Album At the Beeb veröffentlicht („Beeb“ ist in Großbritannien eine andere Bezeichnung für „BBC“). Mit der Katalognummer BOJCD001 ist dies die erste Veröffentlichung des Independent-Labels „Band of Joy“. Sie war eine Woche in den britischen Charts und kam auf Platz 67.
Queens erste BBC-Session mit vier Liedern aus ihrem Debütalbum wurde am 5. Februar 1973 aufgenommen und zehn Tage später im Radio gesendet. Ihr Album Queen war zu diesem Zeitpunkt im Wesentlichen fertig produziert, bis zu seiner Veröffentlichung dauerte es allerdings noch fast ein halbes Jahr. Die Song-Versionen aus der ersten Session für die BBC sind stark an diese damals noch nicht erschienenen Studiofassungen angelehnt. Laut Brian May verwendete die Band dabei teilweise „Backing Tracks“ aus den Aufnahmesessions für ihr Album. In Doin’ Alright sang Schlagzeuger Roger Taylor – anstelle von Freddie Mercury – die Lead-Vocals der letzten Strophe.
Am 3. Dezember 1973 entstanden im Rahmen von Queens dritter BBC-Session die weiteren, allesamt Hardrock-orientierten Titel aus At the Beeb. In dieser Zeit war die Band als Vorgruppe von Mott the Hoople gerade auf ihrer ersten großen Tournee. Diese BBC-Aufnahmen umfassen neben weiteren Stücken aus dem Debütalbum auch Ogre Battle, einen Titel aus dem damals noch nicht erschienenen Nachfolgealbum Queen II, der jedoch bereits Bestandteil des Live-Programms war. Auf der Kompilation At the Beeb fehlt das Gitarren-Intro der originalen BBC-Einspielung von Ogre Battle, da angeblich das Tonband beschädigt war. „It’s not that I’m bright, just happy-go-lucky“, die neue markante Textzeile im von Taylor gesungenen Modern Times Rock ’n’ Roll, war durch einen Ausspruch von Ariel Bender, Gitarrist bei Mott the Hoople, inspiriert worden. Die über sieben Minuten lange Aufnahme von Son and Daughter enthält im ausgedehnten instrumentalen Mittelteil eine frühe Fassung von Brian Mays später berühmt gewordenem dreistimmigen Brighton-Rock-Gitarrensolo. Gesendet wurden beide Queen-Sessions in John Peels Sendung Sounds of the Seventies des Senders BBC 1.
Das Cover-Design stammt von Richard Gray, der die Aufmachung zahlreicher weiterer Tonträger von Queen gestaltete. Douglas Puddifoot hatte das Bild des Covers, das die Bandmitglieder in einer Schwarzweiß-Aufnahme zeigt, Anfang der siebziger Jahre fotografiert. Die Liner Notes schrieb Malcolm Dome vom britischen RAW Magazine.
Erst 1995 brachte Hollywood Records das Album erstmals in den USA und in Kanada heraus. Es erschien unter dem Titel Queen at the BBC mit völlig neuer Covergestaltung. Die Fotografie des Frontcovers stammt erneut von Puddifoot. Er hatte sie in Freddie Mercurys Londoner Wohnung während Queens erster Fotosession aufgenommen. Weitere dabei entstandene Bilder sind auf der Rückseite der Debüt-LP Queen abgebildet.
Im Jahr 1996 erschien der Großteil der ersten BBC-Session auch auf Queens Single Let Me Live, einer Auskoppelung aus dem Album Made in Heaven: Eine der beiden Ausgaben der Single enthält die Titel My Fairy King, Doin’ Alright und Liar.

## Titelliste
Seite 1
1. My Fairy King (Mercury) – 4:06
2. Keep Yourself Alive (May) – 3:48
3. Doin’ Alright (May/Staffell) – 4:10
4. Liar (Mercury) – 6:28

Seite 2
1. Ogre Battle (Mercury) – 3:57
2. Great King Rat (Mercury) – 5:56
3. Modern Times Rock ’n’ Roll (Taylor) – 2:00
4. Son and Daughter (May) – 7:08

Die ersten vier Titel wurden am 5. Februar 1973, die weiteren vier Stücke am 3. Dezember 1973 aufgenommen.
Taylor singt Leadvocals in der letzten Strophe von Doin’ Alright sowie in Modern Times Rock ’n’ Roll. Produziert wurden beide BBC-Sessions von Bernie Andrews. Die Toningenieure waren John Etchells (Seite 1), der 1979 auch Queens Album Live Killers aufnahm, sowie Mike Franks und Nick Griffiths (Seite 2).

## Kritiken in den Medien
Die britische Tageszeitung The Times äußerte sich 1989 folgendermaßen: „The under-resourced production is barely able to cope with the group’s wildly ambitious, progressive rock arrangements. The sleeve notes, which are almost as far over the top as Freddie Mercury’s grand designs, declare this to be ‘a major milestone in the annals of rock’. It is in fact an amusing curiosity, likely to be of some interest to dedicated fans of an archivist bent.“
Für den US-amerikanischen All Music Guide rezensierte Dave Thompson das Album: „And they are what you’d expect, vast and bombastic, widescreen epics that make no distinction between the hard rock that was the early Queen’s most visible calling card, and the fey, quirky balladry that was the trick up their sleeves. And, while none of the performances here can touch the familiar LP takes in terms of production values and musical excellence, again the emphasis is on visceral verve and spontaneous combustion, qualities that Queen possessed in abundance. For many years the best-selling of all BBC sessions albums, At the BBC is not an album for the casual listener; nor will it satisfy the completist collector. Nevertheless, anybody who knows the band only for the operatic grandiosity of their regular albums would do well to check it out. It might well change your opinion forever.“

## Chronologie der BBC-Sessions von Queen
1. Session, aufgenommen am 5. Februar 1973 (gesendet am 15. Februar 1973):

My Fairy King – Keep Yourself Alive – Doin’ Alright – Liar.
2. Session, aufgenommen am 25. Juli 1973:

See What a Fool I’ve Been – Liar – Son and Daughter – Keep Yourself Alive.
3. Session, aufgenommen am 3. Dezember 1973 (gesendet am 6. Dezember 1973):

Ogre Battle – Great King Rat – Modern Times Rock ’n’ Roll – Son and Daughter.
4. Session, aufgenommen am 3. April 1974:

Modern Times Rock ’n’ Roll – Nevermore – White Queen (As It Began) – The March of the Black Queen (gekürzte Originalfassung aus Queen II).
5. Session, aufgenommen am 16. Oktober 1974:

Now I’m Here – Flick of the Wrist – Stone Cold Crazy – Tenement Funster.
6. Session, aufgenommen am 28. Oktober 1977:

Spread Your Wings – It’s Late (inkl. Ausschnitte aus Get Down, Make Love) – My Melancholy Blues – We Will Rock You (langsame/schnelle Version).